# Alternanthera sessilis
Alternanthera sessilis é uma espécie de planta herbácea da família Amaranthaceae. É uma planta cosmopolita, encontrada em regiões tropicais e subtropicais de todo o mundo. É conhecida tanto por seu uso como planta alimentícia não convencional e medicinal, quanto por seu comportamento como erva daninha em cultivos.

## Características
Alternanthera sessilis é uma planta herbácea perene que pode crescer de forma prostrada, formando tapetes, ou de forma ascendente, atingindo até 50 centímetros de altura. Seus caules são frequentemente avermelhados ou verdes e se enraízam nos nós, o que facilita sua propagação. As folhas são opostas, com formato que varia de lanceolado a elíptico ou espatulado, de cor verde, por vezes com tons avermelhados.
Suas inflorescências são a principal característica para sua identificação. São pequenos capítulos globosos, de cor branca a rosada, sésseis (sem pedúnculo), localizados diretamente nas axilas das folhas, o que dá nome à espécie (sessilis = séssil).

## Distribuição
A espécie tem uma distribuição pantropical. No Brasil, é considerada nativa e ocorre em todo o território nacional, em todos os biomas. No Maranhão, é uma planta muito comum, encontrada em áreas úmidas, margens de rios e lagos, hortas, jardins e como erva daninha em áreas agrícolas, especialmente em cultivos irrigados.

## Cultivo e Cuidados
Sendo uma planta ruderal, não é comumente cultivada em jardins ornamentais. Seu crescimento é vigoroso em solos úmidos e ricos em matéria orgânica, sob sol pleno ou meia-sombra. Em hortas domésticas, onde é cultivada para consumo, necessita apenas de umidade constante para se desenvolver bem. É resistente à maioria das pragas e doenças.

## Propagação
A propagação de Alternanthera sessilis é extremamente eficiente. Ocorre tanto por sementes, que são pequenas e leves, quanto vegetativamente, através de fragmentos de caule que enraízam facilmente em contato com o solo úmido. Essa capacidade a torna uma colonizadora rápida de ambientes perturbados.

## Usos Culinários e Medicinais
Alternanthera sessilis é valorizada em muitas culturas, especialmente na Ásia.
- Culinária: Suas folhas e ramos jovens são consumidos cozidos, refogados ou em sopas. Possuem sabor suave e são ricos em nutrientes, incluindo ferro, cálcio e vitaminas.[4]
- Medicinal: Na medicina tradicional, como a Ayurveda, a planta é usada para uma vasta gama de condições. É conhecida por suas propriedades diuréticas, laxativas e anti-inflamatórias. É empregada no tratamento de febres, problemas de pele, disenteria e para melhorar a lactação.[5]

## Estado de conservação
A União Internacional para a Conservação da Natureza (IUCN) classifica Alternanthera sessilis como Pouco Preocupante (LC). Sua vasta distribuição global, abundância e capacidade de prosperar em habitats alterados garantem que a espécie não enfrente qualquer risco de extinção.